# داچت
داچت (به انگلیسی: Datchet) یک روستا و محله مدنی در بریتانیا است که در Windsor and Maidenhead واقع شده‌است. داچت ۴٬۶۴۶ نفر جمعیت دارد.